# Colón (Entre Ríos)
Colón – miasto w Argentynie, położone we wschodniej części prowincji Entre Ríos, przy granicy z Urugwajem.

## Opis
Miejscowość została założona 12 kwietnia 1863 roku. Obecnie jest ośrodkiem turystycznym, położonym nad rzeką graniczną Urugwaj.

## Miasta partnerskie
- Sion, Szwajcaria